# El Cardoso de la Sierra
El Cardoso de la Sierra es un municipio y localidad española de la provincia de Guadalajara, en la comunidad autónoma de Castilla-La Mancha. El término municipal, que incluye los núcleos de Bocígano, Cabida, Colmenar de la Sierra, Corralejo, La Vihuela y Peñalba de la Sierra, cuenta con una población de 50 habitantes (INE 2024).

## Geografía

### Ubicación
Se encuentra en el extremo noroeste de la provincia de Guadalajara, colindando con Segovia y Madrid. Hace frontera con Riaza, Santo Tomé del Puerto, Riofrío de Riaza y Cerezo de Arriba, en Segovia, al norte; La Hiruela, Montejo de la Sierra, Somosierra y Puebla de la Sierra, en Madrid, al oeste, y Majaelrayo y Cantalojas al este y Campillo de Ranas al este y sur, en Guadalajara.
| Noroeste: Somosierra (MAD)                    | Norte: Santo Tomé del Puerto, Riofrío de Riaza y Cerezo de Arriba (SE) | Noreste: Cantalojas (GU)                 |
| Oeste: Montejo de la Sierra, La Hiruela (MAD) |                                                                        | Este: Majaelrayo, Campillo de Ranas (GU) |
| Suroeste: Puebla de la Sierra (MAD)           | Sur: Campillo de Ranas (GU)                                            | Sureste: Campillo de Ranas (GU)          |

### Orografía

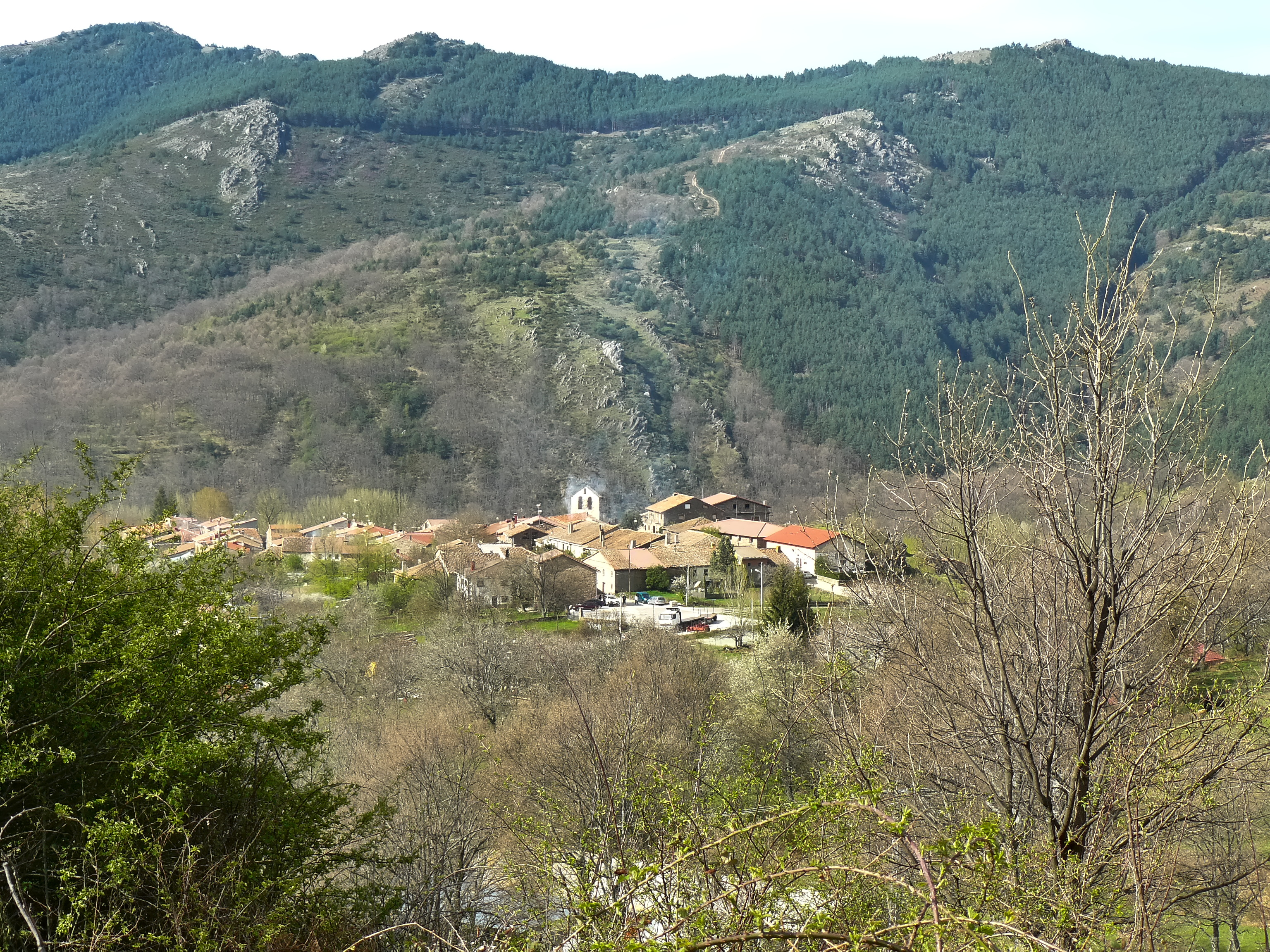
Vista de la población desde el Camino al Cerrón.

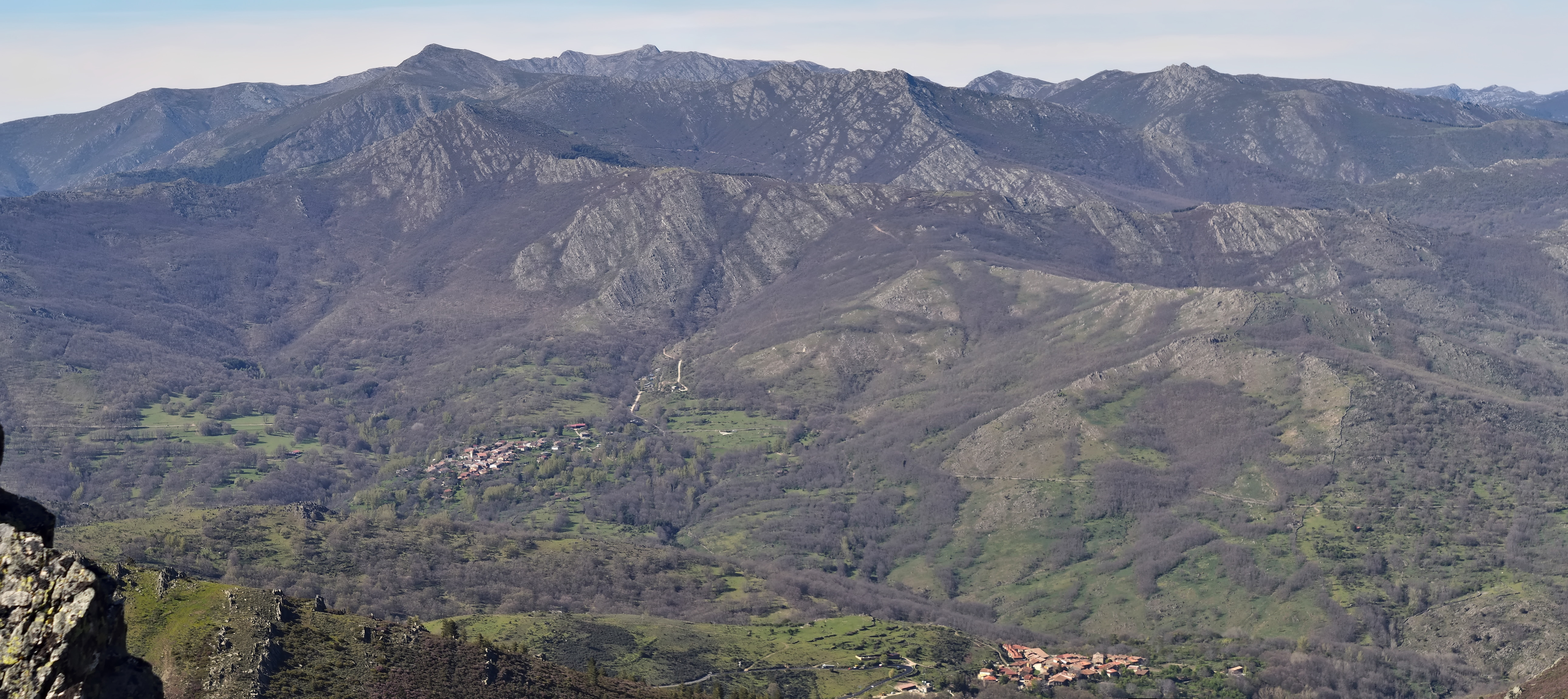
El Cardoso (izquierda) y gran parte de los picos de la sierra de Ayllón que lo abrigan por el norte. A la derecha, el vecino pueblo de La Hiruela.

El municipio de El Cardoso de la Sierra se encuadra en la zona más alta de la sierra de Ayllón. Entre las cumbres más elevadas cabe destacar el pico del Lobo (2.273 m), la de mayor altitud de la provincia, el pico de las Tres Provincias (2.129 m), el Cerrón (2.197 m), la peña de la Tiñosa (1.971 m), la peña de la Silla (1.937 m), el pico de Calahorra o Calaborra (1.927 m) y el pico de la Tornera (1.865 m).

### Hidrografía
En su término municipal nacen los ríos: Jaramilla, al norte de Peñalba de la Sierra; Berbellido, cerca del casco urbano de Bocígano; Ermito, que desemboca en el Jarama cerca del Hayedo de Montejo; Horcajo, que nace cerca de la mina de plata y del antiguo camino de Somosierra y desemboca en las casillas de la Angostura, y el Jarama, que nace en la peña Cebollera, cerca de los municipios de Somosierra (Madrid) y Santo Tomé del Puerto (Segovia). También nacen varios arroyos, del que destaca el arroyo de Vallosera, cerca de La Vihuela.

### Ecología
La fauna es variada, abundando en cuanto a mamíferos los jabalíes, ciervos, corzos, zorros y apareciendo muy esporádicamente alguna manada de lobo ibérico. 
En cuanto a flora, predominan los bosques de robles, pinares de repoblación (pinus sylvestris) y encinas al sur. Como reliquias de épocas más húmedas y frías es posible encontrar hayas, abedules, acebos y serbales. Entre las plantas menores destacan algunas plantas medicinales y aromáticas como la manzanilla, el cantueso, el romero y el tomillo.

## Historia
No se sabe cuándo fue fundado el pueblo de El Cardoso, si bien se tiene constancia de su existencia a partir del siglo IX, cuando Buitrago del Lozoya cae en manos de los cristianos y estos empiezan a repoblar la sierra de Ayllón. En el siglo XI, El Cardoso, El Vado y Colmenar de la Sierra se incluyen en el Ochavo de Sierra de la Comunidad de Villa y Tierra de Sepúlveda, y a partir de 1278 estos tres municipios obtienen el título de villa y sus propias normas. 
Pasan en 1373, por donación de la reina Juana Manuel de Villena, esposa de Enrique II de Castilla, a la poderosa familia de los Mendoza, quien los añadió a su señorío de Buitrago. Más tarde, Cardoso, Colmenar y El Vado, se independizan de Buitrago y establecen su propio señorío. La familia Mendoza vende la finca de Santuy al cardenal Cisneros, que manda construir una residencia de verano para sus alumnos. Años después se convierte en una fábrica de vidrios y al final en el siglo XIX es vendida a la familia que hoy es propietaria de la finca.
Cuando se realiza la actual división provincial española en 1833 El Cardoso es incluido en la provincia de Guadalajara. A mediados del siglo XIX, el lugar contaba con una población censada de 262 habitantes. La localidad aparece descrita en el quinto volumen del Diccionario geográfico-estadístico-histórico de España y sus posesiones de Ultramar de Pascual Madoz de la siguiente manera:

CARDOSO (el): v. con ayunt. en la prov. de Guadalajara (11 leg.), part. jud. de Cogolludo (8), aud. terr. y c. g. de Madrid (16), dióc. de Toledo (28): sit. en una sierra, combatida por todos los vientos, su clima es frio y sus enfermedades mas comunes reumas y algunas tercianas. Tiene 100 casas, la de ayunt. que sirve de cárcel y una igl. parr. (Santigo Apóstol) servida por un cura párroco de primer ascenso y de provision en concurso; confina el térm. con los del Colmenar, Montejo y la Iruela; hay en él una fuente de buenas aguas y una ermita (San Roque): el terreno es de mala calidad, lo baña el r. Jarama que nace en la jurisdicción de la v., y no tiene mas monte que uno deteriorado: en el puerto que divide las Castillas. caminos: los locales y los que dirigen á Castilla la Vieja y Riaza, el correo lo recibe de Buitrago por medio de un balijero. prod.: centeno, patatas, judías, verduras, frutas de invierno y cerezas; cria ganado lanar merino, caza de javalies, corzos, perdices y abundancia de lobos y pesca de truchas: ind.: 2 molinos harineros. comercio: la esportacion de lanas finas é importacion de los art. de consumo de que carece el pais. pobl.: 72 vec, 262 alm. cap. prod.: 1.698,334. imp.: 101,900. contr.: 5,535 rs.
(Madoz, 1846, p. 559)

A finales del siglo XIX, algunos habitantes de Cardoso, compran la sierra a su dueño, duque de Colmenares. En la primera mitad de siglo XX, El Cardoso pierde muchos habitantes a causa de enfermedades y epidemias como la gripe española de 1916. Durante la guerra civil española, El Cardoso queda en territorio de la República, pero en la misma línea de un frente que apenas registró algunas escaramuzas durante los tres años de conflicto. Algunos de los jóvenes del pueblo intervinieron en la guerra, en el bando republicano en mayor número.
Con la victoria de Franco, sus habitantes (quienes ya trabajaban como agricultores y pastores) son contratados para construir la carretera de Montejo de la Sierra a Colmenar de la Sierra, la plantación de pinos en La Hiruela y Montejo y la traída de agua al pueblo. Con la industrialización de Madrid, muchos de sus habitantes optan por la emigración hacia la capital, produciéndose una enorme despoblación, al igual que en toda la comarca. Hasta 1973, El Cardoso de la Sierra fue un municipio independiente, pero al reducirse la población de la zona se decide unirlo con Peñalba de la Sierra, La Hiruela Vieja, Bocígano y Colmenar de la Sierra, a los que se unen sus tres pedanías, Corralejo, Cabida y La Vihuela, constituyendo el actual municipio que tiene en El Cardoso su sede.

## Política
| Periodo   | Nombre                                                         | Partido |
| --------- | -------------------------------------------------------------- | ------- |
| 1979-1983 | Victoriano Sanz                                                | AP      |
| 1983-1987 | Victoriano Sanz                                                | AP      |
| 1987-1991 | Victoriano Sanz (hasta 1989) Rafael Heras Arribas (desde 1989) | PP PSOE |
| 1991-1995 | Rafael Heras Arribas                                           | PSOE    |
| 1995-1999 | Rafael Heras Arribas                                           | PSOE    |
| 1999-2003 | Rafael Heras Arribas                                           | PSOE    |
| 2003-2007 | Rafael Heras Arribas                                           | PSOE    |
| 2007-2011 | Rafael Heras Arribas                                           | PSOE    |
| 2011-2015 | Rafael Heras Arribas                                           | PSOE    |
| 2015-2019 | Rafael Heras Arribas                                           | PSOE    |
| 2019-2023 | Rafael Heras Arribas                                           | PSOE    |
| 2023-act. | Rafael Heras Arribas                                           | PSOE    |

Los otros pueblos tienen alcaldes pedáneos para la defensa de sus intereses, que son estos (para el período 2023-2027):
Bocígano: Ana M.ª López García.
Colmenar de la Sierra-Cabida-Corralejo-La Vihuela: Miguel Ángel Rodríguez
Peñalba de la Sierra: Isaías Rodríguez Serrano.

### Elecciones municipales 2023
Estos fueron los resultados de las elecciones municipales del 28 de mayo de 2023: PSOE-PSCLM (3) 42 votos, IU (0) 7 votos, CIHGU (0) 1 voto y  PP (0) 1 voto y Abstención: 8 votos.
Los candidatos eran:
PSOE: Rafael Heras Arribas (Independiente), Miguel Ángel Rodríguez (Independiente) y Víctor Jiménez (Independiente)
IU: Carlos García Heras y Ángel López Payo
CIHGU: Santiago Javier Rodríguez García 
PP: Irene Ruíz Morán
Datos de las Elecciones 2023:
Candidatos a la alcaldía: Rafael Heras Arribas (PSOE-PSCLM), Carlos García Heras (IU), Santiago Javier Rodríguez García (CIHGU) e Irene Ruíz Morán (PP-PPCLM).
Lista Electoral:
PSOE-PSCLM: Miguel Ángel Rodríguez y Víctor Jiménez.
IU: Ángel García Payo
CIHGU y PP, solo tenían un candidato en la lista electoral.
Derecho al voto: 60 (100%)
Votos al PSOE-PSCLM: 42 votos (80,77%)
Votos a IU: 7 votos (13,46%)
Votos a CIHGU: 1 voto (1,92%)
Votos a PP-CLM: 1 voto (1,92%)
Votos en Blanco: 0 (0,00%)
Votos Nulos: 0 (0,00%)
Abstenciones: 8 votos (1,93%)
Total de Concejales: 3 concejales
Resultados: PSOE-PSCLM (3 concejales) y ningún concejal: IU, CIHGU y PP-CLM

### Evolución de la deuda viva
El concepto de deuda viva contempla solo las deudas con cajas y bancos relativas a créditos financieros, valores de renta fija y préstamos o créditos transferidos a terceros, excluyéndose, por tanto, la deuda comercial.
Entre los años 2008 a 2014 este ayuntamiento no ha tenido deuda viva.

## Demografía
El Cardoso de la Sierra cuenta con una población de 50 habitantes (INE 2024).
| Gráfica de evolución demográfica de El Cardoso de la Sierra entre 1842 y 2021 |
| |
| Población de derecho según los censos de población del INE Población de hecho según los censos de población del INEEntre el censo de 1970 y el anterior, crece el término del municipio porque incorpora a Bocigano y Peñalba de la Sierra Entre el censo de 1981 y el anterior, crece el término del municipio porque incorpora a Colmenar de la Sierra |

### Población por núcleos
Desglose de población según el Padrón Continuo por Unidad Poblacional del INE.
| Núcleos                 | Habitantes (2022) | Varones | Mujeres |
| ----------------------- | ----------------- | ------- | ------- |
| Bocígano                | 2                 | 0       | 2       |
| Cabida                  | 1                 | 0       | 1       |
| Colmenar de la Sierra   | 1                 | 1       | 0       |
| Corralejo               | 6                 | 5       | 1       |
| El Cardoso de la Sierra | 36                | 22      | 14      |
| La Vihuela              | Despoblado        |         |         |
| Peñalba de la Sierra    | 3                 | 3       | 0       |

## Economía
La ganadería es la base económica de los pueblos, siguiendo la construcción y en menor medida la agricultura (cultivos familiares) y el sector servicios.

## Patrimonio
Entre sus monumentos cabe destacar:

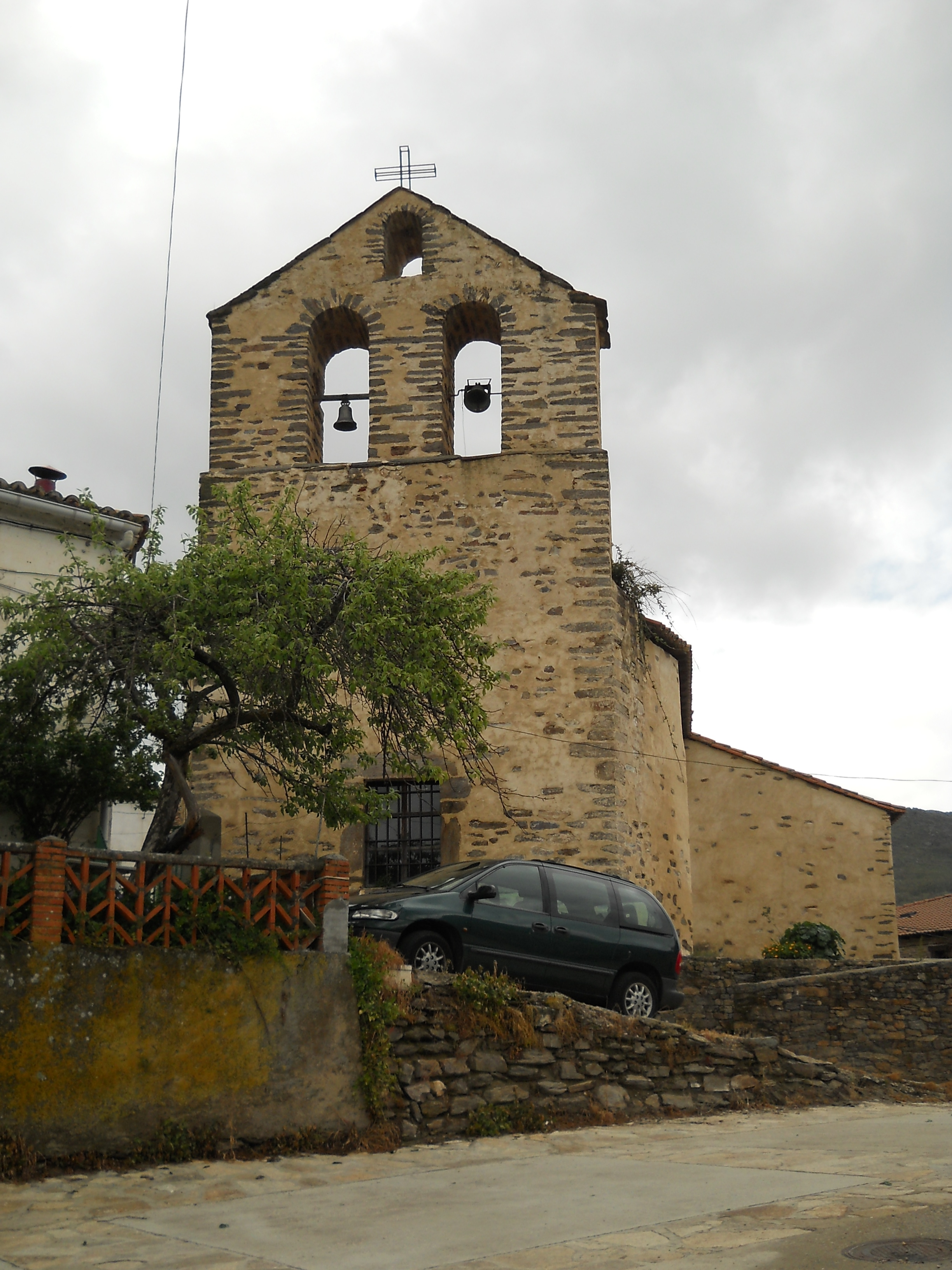
Iglesia de Santiago Apóstol

- La iglesia de Santiago Ápostol, del siglo XI (no se sabe con exactitud la fecha de su construcción), de estilo románico, con portada en forma de punta, distribuida en dos naves independientes. Detrás de la iglesia, está la puerta por donde salían los muertos para ser enterrados en el cementerio. En el lado oriental del templo esta el osario y dentro de la iglesia hay una pila bautismal del siglo XVII.
- La ermita de San Roque, del siglo XIX, hecha de piedra del lugar y consagrada al patrón de la villa. Techada y reconstruida en 2013.
- La fuente de la plaza, que data de 1950 y reconstruida en 2004 con piedra, aunque ha desaparecido de ella la barbacana de la iglesia.
- La fuente de la Mailla, la más antigua del lugar. No se sabe de cuándo es, pero es única en su entorno ya que se hizo con granito.
- La fragua, o potro de herrar, situado detrás del ayuntamiento. Reconstruida en 2012.
- El molino harinero, hecho de piedra del lugar y situado junto al río Jarama, no se tiene constancia del año de construcción.
- El ayuntamiento, construido en 1950.

## Fiestas
Las fiestas de verano tienen lugar el 14, 15 y 16 de agosto, en honor a San Roque y la Virgen de la Asunción, y las de invierno son en febrero, donde se celebraba el carnaval de Cardoso y la vaquilla. Un vecino se disfrazaba con un ropaje parecido a una vaquilla e iba corriendo por las calles del pueblo, persiguiendo a los demás vecinos. Otra fiesta era el carnaval, que se organizaba por una familia diferente cada año, que se encargaba de preparar el baile y la comida para todo el vecindario. 
También otra tradición festiva era dar el Pedro, que consistía en mantear a una chica o a un chico, cuando estos se echaban un novio o novia fuera del pueblo. 
El primer fin de semana de mayo se organiza la festividad de los Mayos, en la que los jóvenes cortan un gran árbol y lo trasladan hasta el pueblo, donde lo clavan en las eras. La finalidad de esta fiesta es la de conmemorar la llegada de la primavera y de los pastores que llegaban de Extremadura, ya que estos habían estado los últimos seis meses con el ganado en tierras extremeñas, que son más cálidas que la sierra de Cardoso.